# Trebitz (Lieberose)

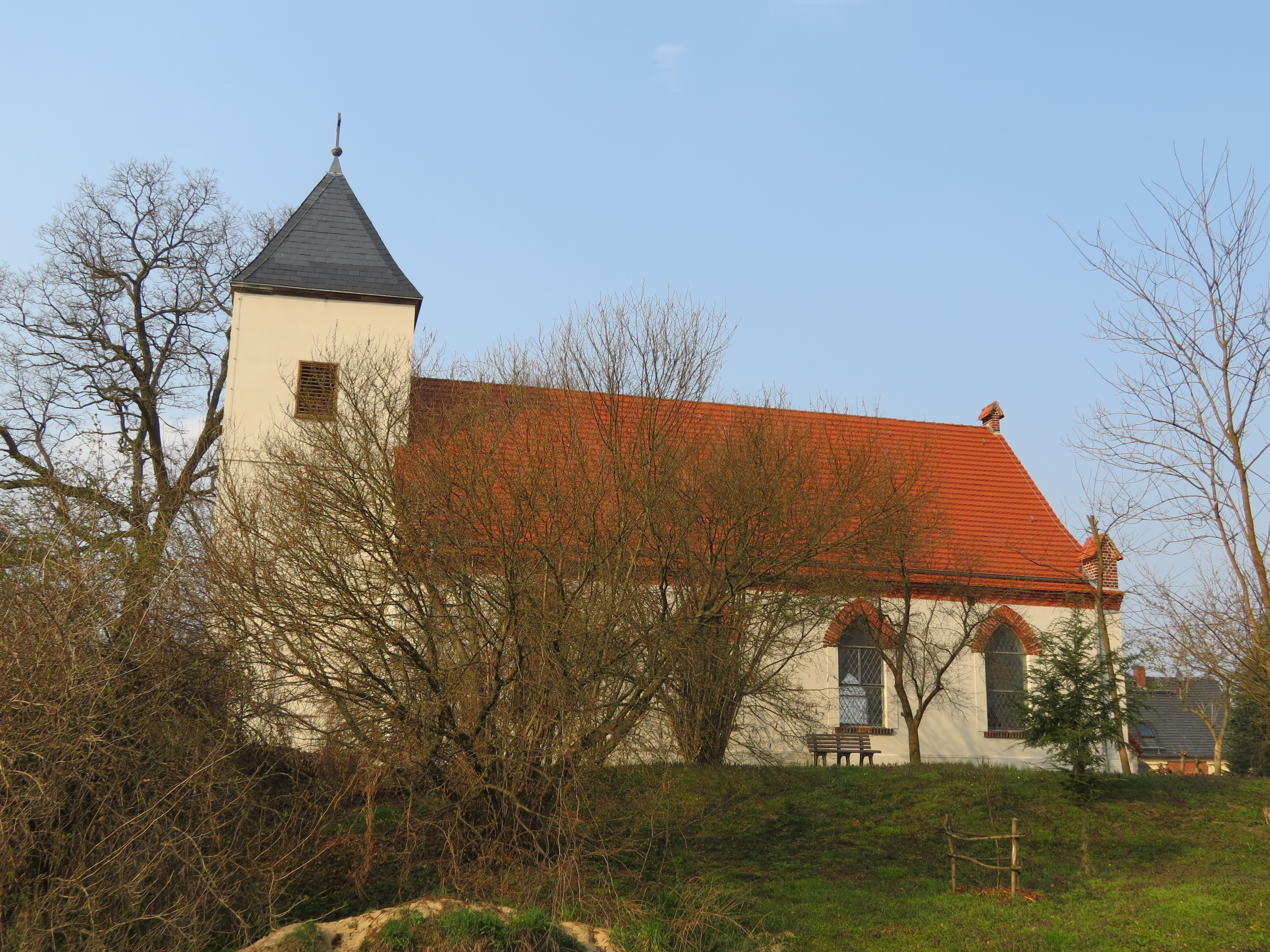
Dorfkirche Trebitz

Trebitz (niedersorbisch Trjebice) ist ein Ortsteil der Stadt Lieberose im Landkreis Dahme-Spreewald (Brandenburg). Im Mittelalter und der frühen Neuzeit war der Ort zunächst ein Vasallengut des Klosters Neuzelle, und kam um oder kurz vor 1600 an die Herrschaft Lieberose. 1648 wurde die Oberlehensherrschaft des Klosters aufgehoben. Trebitz war bis zur Eingliederung in die Stadt Lieberose 2003 eine eigenständige Gemeinde. Die Stadt Lieberose wird vom Amt Lieberose/Oberspreewald verwaltet.

## Geographische Lage
Trebitz liegt ungefähr sechs Kilometer Luftlinie von Lieberose und knapp neun Kilometer südöstlich von Friedland. Die Gemarkung Trebitz grenzt im Norden an Günthersdorf und Weichensdorf, im Osten an Ullersdorf, im Süden an die Gemarkung von Jamlitz (bzw. die ehemalige Gemarkung von Mochlitz), im Südwesten an Goschen, im Westen an Schadow und Karras und im Nordwesten wieder an Günthersdorf.
Von der Landesstraße 434, die südlich um den Ort herumführt, ist Trebitz über zwei Verbindungsstraßen von Westen und von Süden erreichbar.
Südlich des Ortes fließt die in Richtung Schwielochsee fließende Sangase vorbei. Tiefster Punkt der Gemarkung ist das Tal der Sangase beim Verlassen der Gemarkung im Nordwesten bei ca. 52 m, der höchste Punkt ist bei 77,5 m im nördlichsten Teil der Gemarkung. Die Wärche bildet über einige hundert Meter die östliche Gemarkungsgrenze. Sie mündet im östlichen Teil der Gemarkung in die Sangase. Kurz vor Verlassen der Gemarkung im Nordwesten mündet in die Sangase noch von Norden kommend die Wuggel ein. Der nördliche Teil der Gemarkung ist überwiegend mit Wald bewachsen, mit Ausnahme einer größeren Freifläche für einen Windpark.

## Geschichte
Der Ort wird 1370 erstmals als villa Trebic zweifelsfrei genannt. Trebitz wird von manchen Autoren auch mit der 1004 genannten civitas Tribus identifiziert (z. B. Lübke). Die meisten Autoren identifizieren diese civitas Tribus jedoch mit Trebatsch. Auch das 1301 genannte castrum et oppidum Trebetz wurde schon mit diesem Trebitz in Verbindung gebracht. Nach E. Lehmann ist das Dorf seiner ursprünglichen Struktur nach eine Sackgasse. Der Name leitet sich entweder von einer altsorbischen Grundform *Trebic-, Trebica = Rodungssiedlung, oder von *Trebici = Leute eines Treb- ab.
Nach Rudolf Lehmann im Historischen Ortslexikon kam der Ort schon vor 1317 an das Zisterzienser-Kloster Neuzelle. Das Kloster wurde 1429 während der Hussitenkriege zerstört. Um den Wiederaufbau finanzieren zu können, verpfändete oder verkaufte Abt Nicolaus II. von Bomsdorf (1432–1469) eine ganze Reihe von Klosterdörfern, meist auf Wiederkauf, denn die meisten Dörfer wurden später tatsächlich wieder zurückerworben. Darunter befand sich auch der Ort Trebitz, der nach 1430 als Lehen vergeben worden war. 1476 und 1477 hatte Cuntze von Loben (von Löben) auf Trebitz seinen Rittersitz. Er hatte auch Speichrow und Pieskow vom Kloster erworben. 1476 verkaufte Hans von Bieberstein dem Kunz von Löben und seiner Frau wiederkäuflich 10 Schock jährliche Zinsen in Bornow um 140 ungarische Gulden. Im selben Jahr verkaufte Hans von Bieberstein dem Kunz von Löben auch noch fünf Schock jährliche Zinsen, ebenfalls auf Wiederkauf im Dorf Wulfersdorf um 70 ungarische Gulden. 1495 kaufte Abt Philipp im Namen des Klosters die drei Dörfer Pieskow, Speichrow und Trebitz von der Witwe des Kunz von Löben, Elisabeth von Birckholtz für 1.800 rheinische Gulden zurück. Dies wurde von Nickel von Czetwitcz (Zedtwitz) zu Osnig (Groß Oßnig) als ihrem Vormund sowie ihren Brüdern Caspar und Heinrich von Birckholtz zu Schorbus bezeugt. Die Witwe erhielt außerdem ein Leibgeding von 900 Gulden. Während Pieskow und Speichrow sowie das ebenfalls zurückerworbene Klosterdorf Niewisch bis spätestens um die Mitte des 16. Jahrhunderts in den Besitz der Familie von Zieckau gekommen waren, ging Trebitz besitzgeschichtlich einen anderen Weg.
Nach R. Lehmann soll Trebitz schon 1490 an die von Zabeltitz gekommen sein. Da es darüber keine Urkunde gibt bzw. die obigen Urkunden dieser Angabe widersprechen, wertet Houwald dies als Irrtum. Trebitz war 1521 im Besitz des Cristoff Cabeltetz zcu Trebitz. Er wurde am 30. März 1545 auch mit Groß Leine belehnt (in dieser Urkunde ist der Ort Trebitz als Trebatsch geschrieben). 1558 war Christoph von Zabeltitz verstorben, er hatte aber noch in diesem Jahr das Dorf Topper (im früheren Kreis Crossen in der Neumark) erworben. Seine Witwe auf der einen Seite und seine beiden Brüder Hans und Georg auf der anderen Seite verglichen sich am 17. Mai 1558 dahin, dass die Witwe wegen ihres zugebrachten Ehegeldes von 500 Gulden ein Leibgeding von 1000 Gulden erhalten sollte, falls sie nicht bei ihren Kindern auf dem Gut Trebitz bleiben wolle, oder dass die Kinder sie nicht weiter dort wohnen lassen würden. 500 Gulden sollten ihr ausbezahlt werden, 500 Gulden sollten auf dem Gut stehen bleiben und bei ihrem Tod ans Lehen zurückfallen. Die Witwe machte außerdem geltend, dass sie außer ihrem Ehegeld noch mindestens 800 Gulden in die Ehe eingebracht habe. Georg gestand ihr deshalb weitere 500 Gulden zu, die nach ihrem Tod an den mit Christoph gezeugten Sohn (Name leider nicht genannt) oder dessen Erben, oder wenn dieser ohne Erben verstorben ist, an die Töchter gehen sollten, falls sie die Mutter überleben sollten. Überlebte sie, die Witwe, ihre Kinder, sollte sie die 500 Gulden zur freien Verfügung haben. Mit Zustimmung ihres Vormundes Eustachius von Schlieben auf Vetschau und Seese, Hauptmann in Zossen leistete sie dafür Verzicht auf alle weiteren Ansprüche. Sie wollte auch auf die 100 Gulden Haushaltsgeld zu Lebzeiten ihrer Söhne (!) verzichten. Sollten sie vor der Mutter sterben, sollte sie diese 100 Gulden von den nächsten Lehnsträgern bekommen. Nach dieser Urkunde waren ihre Kinder wohl noch minderjährig. In Groß Leine folgte auf Christoph von Zabeltitz ein Sohn namens Georg, der 1576 verstorben war. Er hinterließ Groß Leine seinen Söhnen Jacob, Christoph, Dietrich, Hans und Heinrich, wobei die beiden Letzteren zu diesem Zeitpunkt noch minderjährig waren. Am 27. Juli 1576 erhielten die Gebrüder von Zabeltitz den Lehnbrief über Groß Leine mit der Windmühle, dem Busch Nackopenge zwischen Leibchel und Glietz gelegen, den Ober- und Niedergerichten, Weinbergen usw. In der Lehnsbestätigung von 1580, nach dem Tod von Kaiser Maximilian II., für die Brüder von Zabeltitz wird auch ihr Großvater Christoph von Zabeltitz genannt, der dieses Lehn von Friedrich von Streumen gekauft hatte. Heinrich von Zabeltitz zum Lein kaufte von Siegmund von Zabeltitz auf Tranitz (heute devastiert) das Dorf Gablenz (Ortsteil der Gemeinde Neuhausen/Spree im Lkr. Spree-Neiße), und 1599 erwarb er von Wolf Ernst von Beerfelde ein Freihaus in Lübben (Spreewald). In letzterer Urkunde werden auch seine Vettern Hans und Christoph von Zabeltitz zu Topper (früherer Kreis Crossen) und Trebatsch erwähnt. Sie können nur die Söhne des namentlich nicht bekannten zweiten Sohnes des Christoph von Zabeltitz auf Trebitz gewesen sein. R. Lehmann im Historischen Ortslexikon gibt nun an, dass Trebitz „um 1600“ an die von der Schulenburg in Lieberose verkauft wurde. Wenn nun Hans und Christoph von Zabeltitz noch 1599 auf Trebitz gesessen haben, kann der Erwerber des Ortes Trebitz nur Richard III. oder schon sein Sohn Joachim VII. gewesen sein. Nach Schumann erwarb es Richard III. von einem Christoph von Zabeltitz.
Trebitz blieb aber Afterlehen des Klosters Neuzelle. Im Dreißigjährigen Krieg wurde das Kloster Neuzelle schwer geschädigt. 1648 waren fast 80 % der Bauern- und Kossätenstellen im Stiftsgebiet verlassen und wurden nicht bewirtschaftet. Zum Wiederaufbau brauchte Abt Bernhard Freiherr von Schrattenbach Geld. Am 20. April 1648 verkaufte er Trebitz und einen bei Fürstenberg gelegenen Weinberg, unter Aufhebung der Lehnsoberherrschaft um 500 Scheffel Getreide Lieberose Maßes und 500 Taler an Heinrich Joachim von der Schulenburg zu einem freien Eigen (Allod). Trebitz blieb nun mit der Herrschaft Lieberose in Personalunion verbunden. Es wurde jedoch nicht in die Herrschaft Lieberose inkorporiert, denn die Herrschaft war ein Lehen der böhmischen Familie von Sternberg. Der Sohn Heinrich Joachim bestimmte in seinem Testament vom 28. Juli 1665 die Dörfer Siegadel und Trebitz zum Leibgeding seiner zweiten Frau Eleonore Magdalen Gräfin zu Solms. 1693 war Trebitz vermutlich im Besitz des Christoph Lorenz von Ruitz. Er war mit Margaretha von Steinkeller, Tochter des Ernst von Steinkeller auf Krügersdorf und Görsdorf und der Ursula Margaretha von List verheiratet. Am 9. August 1693 wurde dort der Sohn Erdmann Ernst von Ruitz geboren. 1699/1700 war das Rittergut an einen gewissen Rietz verpachtet. Um 1706 war das Rittergut Trebitz an einen von Schlieben auf Reicherskreuz verpachtet.
Heinrich Joachim hatte keine Leibeserben und so fielen seine Güter an Achaz II. von der Schulenburg auf Beetzendorf in der Altmark. Nach dem Tod des Achaz 1681 wurde zunächst sein Sohn Levin Joachim mit Lieberose belehnt, der aber 1694 kinderlos starb. Ihm folgte der jüngste Sohn des Achaz II., Hans Georg II., ein dänischer Generalmajor. Nach dessen Tod am 19. Mai 1715 in Lieberose erbte sein Sohn Georg Anton den gesamten Besitz. 1734 war Georg Anton in den Grafenstand erhoben worden, 1749 wurde er kurfürstlich-brandenburgischer Oberjägermeister. Georg Anton baute das Schloss in Lieberose aus. Seine Ehe mit der Marquise le Roy de Valanglart blieb kinderlos. Nach dem Tod des Georg Anton am 6. Dezember 1778 kam es zu einem Rechtsstreit unter den Erben. Während der größte Teil des Allodbesitzes an die Kinder seiner Schwester Sofie Henriette verh. Gräfin von Podewils fielen, verblieb Trebitz bei den von der Schulenburg. Das Majorat erbte Johann Heinrich von der Schulenburg, dessen Ehe jedoch kinderlos blieb. Das Majorat erbte nun der Sohn seines jüngsten Bruders Dietrich Ernst Otto Albrecht von der Schulenburg. Auf ihn folgte 1806 durch Verkauf sein jüngerer Bruder Friedrich Ferdinand Bernhard Achaz, der 1847 starb. Erbe war sein Sohn Friedrich Albrecht von der Schulenburg.
1830 wird ein Amtmann Dabow in Trebitz genannt. 1850 war das Rittergut in Trebitz auf 18 Jahre verpachtet. Die Pacht betrug 847 Taler pro Jahr. 1851 verwaltete ein Amtmann Fritze das Rittergut, wohl der Pächter. 1863 wird die Größe des Rittergutes Trebitz mit 3602 Morgen angegeben, davon waren 1914 Morgen Weideland und 1338 Morgen Acker. Dietrich Friedrich Joachim Graf von der Schulenburg folgte 1869 seinem Vater nach. Nach dessen Tod 1911 erbt sein jüngerer Bruder Otto (1857–1945) den Besitz. 1921 war Trebitz als Forstgutsbezirk mit 901 ha Fläche noch im Besitz des Otto. Die weitere Geschichte ist nicht bekannt.
| Bevölkerungsentwicklung von 1818 bis 2002 | Bevölkerungsentwicklung von 1818 bis 2002 | Bevölkerungsentwicklung von 1818 bis 2002 | Bevölkerungsentwicklung von 1818 bis 2002 | Bevölkerungsentwicklung von 1818 bis 2002 | Bevölkerungsentwicklung von 1818 bis 2002 | Bevölkerungsentwicklung von 1818 bis 2002 | Bevölkerungsentwicklung von 1818 bis 2002 | Bevölkerungsentwicklung von 1818 bis 2002 | Bevölkerungsentwicklung von 1818 bis 2002 | Bevölkerungsentwicklung von 1818 bis 2002 | Bevölkerungsentwicklung von 1818 bis 2002 | Bevölkerungsentwicklung von 1818 bis 2002 | Bevölkerungsentwicklung von 1818 bis 2002 | Bevölkerungsentwicklung von 1818 bis 2002 | Bevölkerungsentwicklung von 1818 bis 2002 |
| ----------------------------------------- | ----------------------------------------- | ----------------------------------------- | ----------------------------------------- | ----------------------------------------- | ----------------------------------------- | ----------------------------------------- | ----------------------------------------- | ----------------------------------------- | ----------------------------------------- | ----------------------------------------- | ----------------------------------------- | ----------------------------------------- | ----------------------------------------- | ----------------------------------------- | ----------------------------------------- |
| Jahr                                      | 1818                                      | 1846                                      | 1871                                      | 1890                                      | 1910                                      | 1925                                      | 1939                                      | 1946                                      | 1950                                      | 1964                                      | 1971                                      | 1981                                      | 1991                                      | 1996                                      |                                           |
| Einwohner                                 | 190                                       | 265                                       | 337                                       | 264                                       | 246                                       | 234                                       | 196                                       | 308                                       | 294                                       | 208                                       | 207                                       | 141                                       | 140                                       | 128                                       |                                           |

## Der Ort

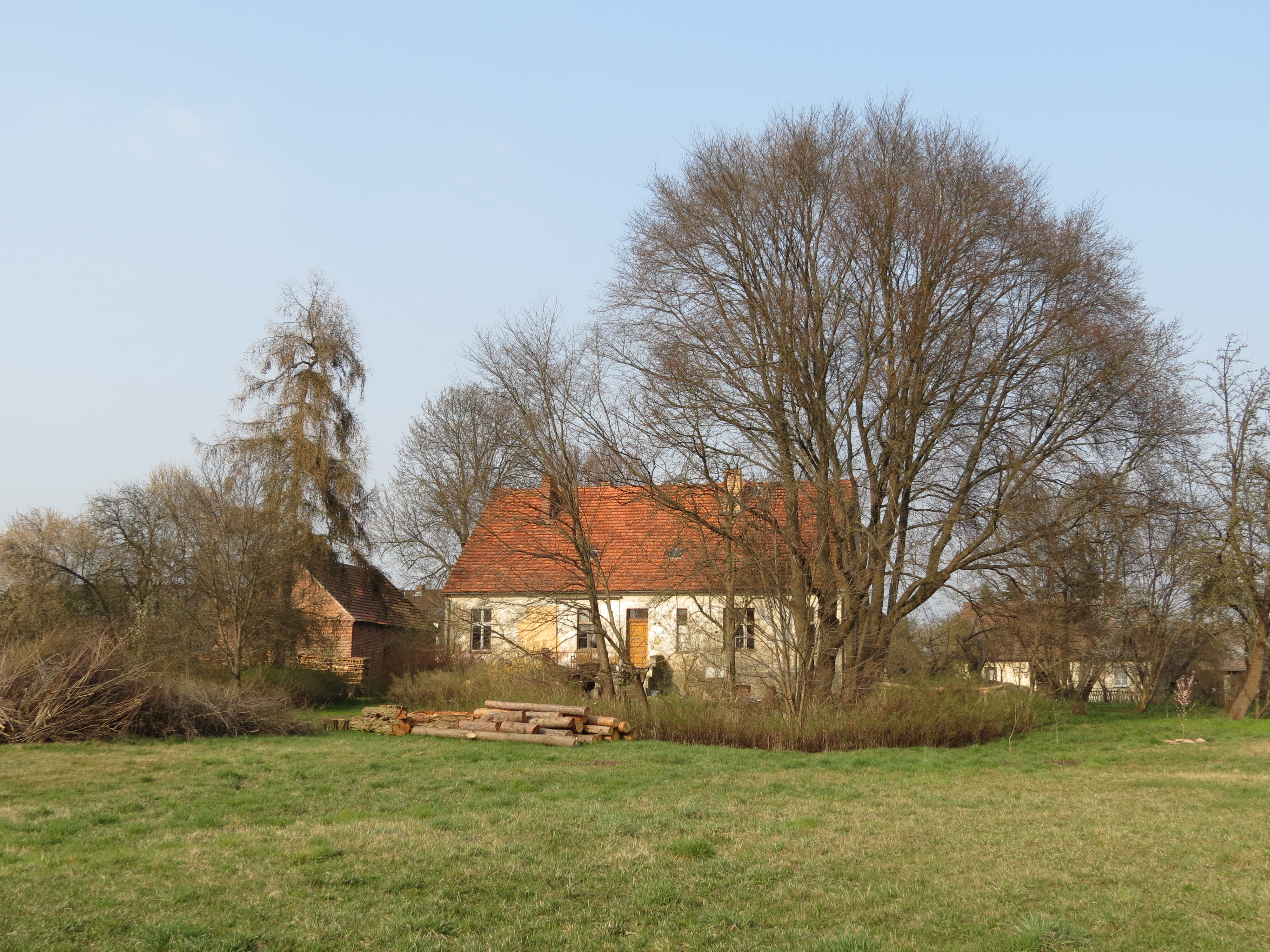
Ehemaliges Schulgebäude

Im Jahr 1708 waren fünf Bauern, zwei Halbbauern und fünf Kossäten in Trebitz ansässig. 1718 wurden vier Hüfner, die 16 Hufen bewirtschafteten, und drei Kossäten genannt. Das Dorf hatte die vergleichsweise hohe Schatzung von 1500 Gulden. 1723 erwähnen die Urkunden elf Untertanen. 1795 werden zwei Freihäusler erwähnt. 1796 wurde die heute noch stehende Kirche erbaut. 1809 wohnten fünf Ganzbauern (Vollbauern), zwei Halbbauern, sechs Ganzkossäten und sieben Häusler oder Büdner im Ort. 1818 gab es 30 Feuerstellen und 190 Einwohner. Im Jahre 1821 gliederte sich die Einwohnerschaft in fünf Bauern, acht Kossäten, ein Büdner und fünf Häusler. Es gab einen Gasthof und bereits eine Schule. Auf dem gräflichen Vorwerk wurden 900 Schafe gehalten. Für das Jahr 1823 liegt die etwas merkwürdige Nachricht vor, dass in Trebitz drei Bauern, sechs ¾-Bauern, zwei Halbbauern und zwei Kossäten gewohnt haben. 1840 gab es 28 Wohngebäude, in denen 260 Menschen lebten. 1854 hatte der Ort eine Landschule. Bis 1864 waren eine Windmühle und ein Waldwärterhaus entstanden. Die Schäferei existierte noch. In den 33 Häusern wohnten 342 Menschen. Nach dem Generaladressbuch war das Rittergut 1879 an einen Lieutenant s. D. Frierenberg verpachtet. 1929 wurde der Gutsbezirk Trebitz aufgelöst und in die Gemeinde eingegliedert. Nach dem Zweiten Weltkrieg wurde in Trebitz die Landwirtschaftliche Produktionsgenossenschaft (LPG) „Glückauf“ Trebitz gegründet.

## Politische Zugehörigkeit

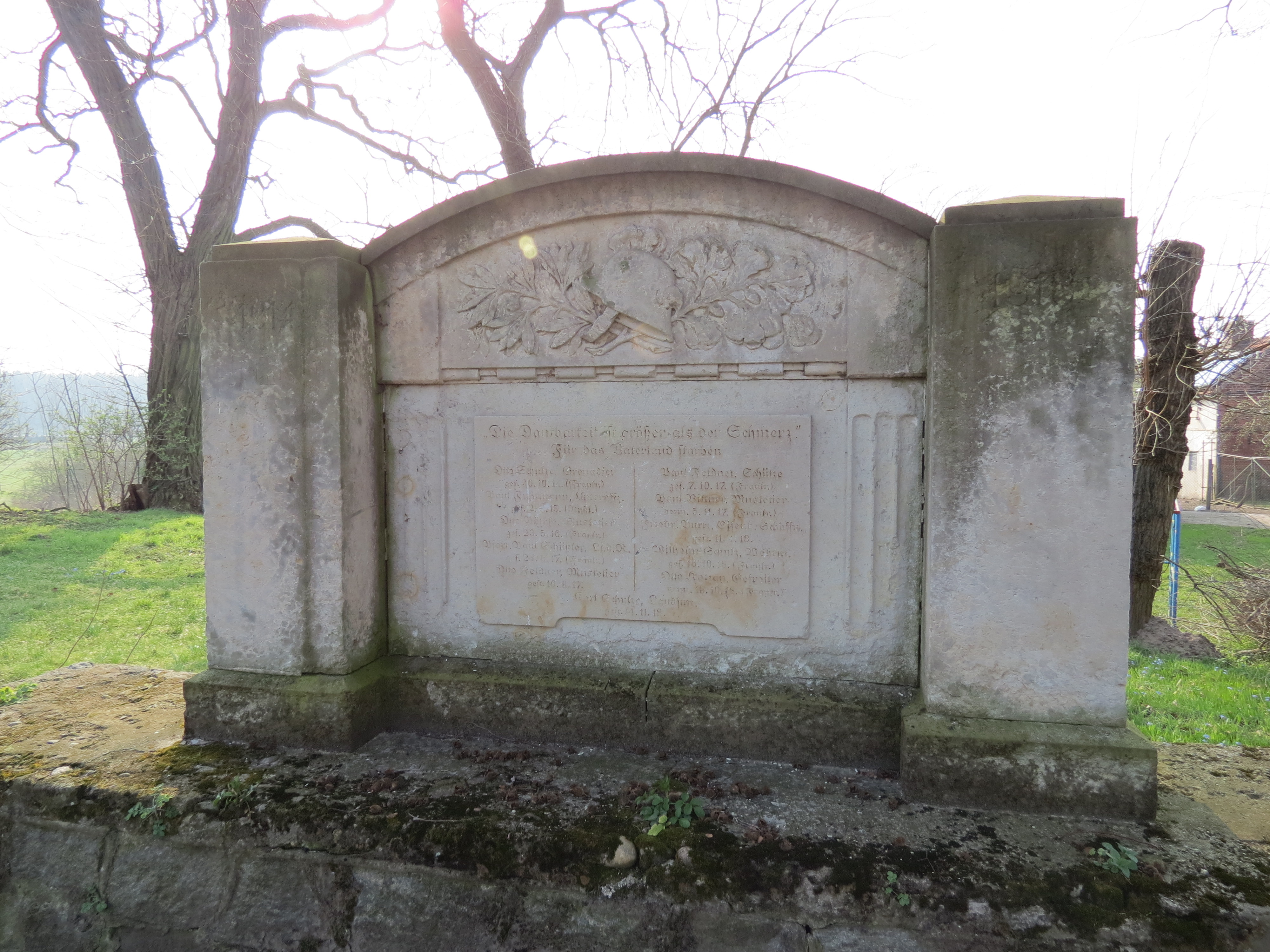
Kriegerdenkmal

Trebitz war ursprünglich ein Vasallengut des Klosters Neuzelle; der Ort war deshalb eine Exklave des Gubenischen Kreises im Krummspreeischen Kreis (auch Lübbenscher Kreis genannt) und kam erst mit der Kreisreform von 1816 zum Kreis Lübben. Bei der Kreisreform von 1952 in der damaligen DDR kam der Ort zum Kreis Beeskow, der 1990 nach der Wende nach in Landkreis Beeskow umbenannt wurde. 1992 schloss sich Trebitz mit 13 anderen Gemeinden und der Stadt Lieberose zur Verwaltungsgemeinschaft Amt Lieberose zusammen. Zum 1. Juni 1997 wurde Trebitz in die Stadt Lieberose eingemeindet und hat seither Ortsteilstatus. Zum 26. Oktober 2003 war das Amt Lieberose mit dem Amt Oberspreewald zum Amt Lieberose/Oberspreewald fusioniert, das seitdem die Verwaltungsgeschäfte der Stadt Lieberose und seines Ortsteils Trebitz erledigt.
Der Ortsbeirat besteht aus drei Mitgliedern. Ortsvorsteher ist (2014) Lothar Kleinod.

## Kirchliche Verhältnisse
Trebitz war seit der Reformation Mutterkirche in der Superintendentur Lübben. Eingepfarrt waren die Orte Leeskow und Ullersdorf.

## Denkmale und Sehenswürdigkeiten
Die Denkmalliste des Landes Brandenburg für den Kreis Dahme-Spreewald verzeichnet nur ein Denkmalensemble:
- Nr. 09140443 Dorfkirche, das der Kirche nördlich vorgelagerte Kirchhofsgelände mit Kriegerdenkmal sowie Dorfschule, Trebitzer Dorfstraße 44 und 45.

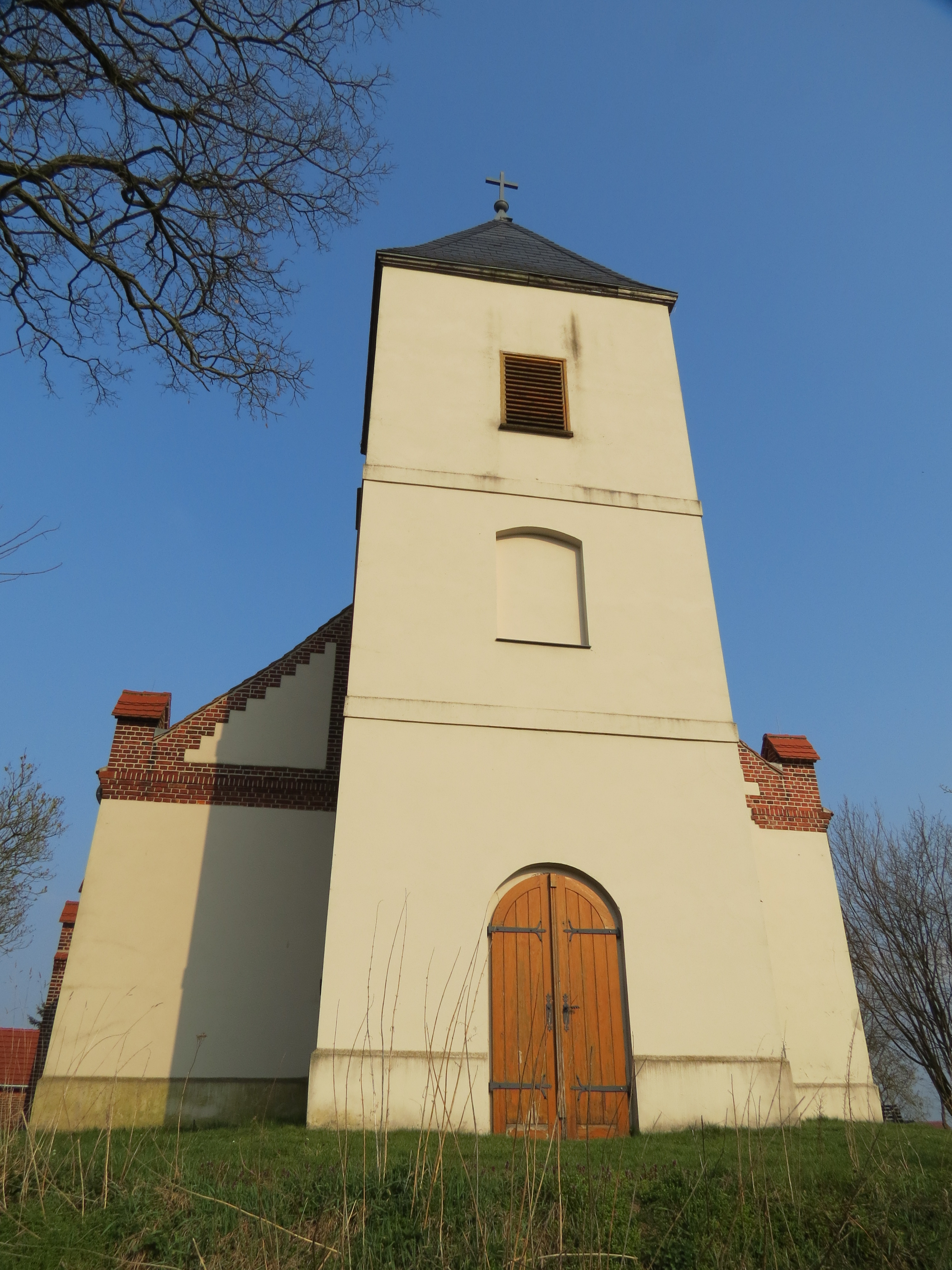
Westseite der Dorfkirche Trebitz mit Westturm

Die Dorfkirche Trebitz ist ein verputzter, rechteckiger Saalbau mit einem schmaleren, rechteckigen Westturm mit Pyramidendach. Nach Riehl wurde die Kirche 1796 neu erbaut, vermutlich unter Einbeziehung eines älteren Baues. Auch einige Einrichtungsgegenstände wurden aus dem Vorgängerbau übernommen, so der polygonale Kanzelkorb aus dem ersten Viertel des 17. Jahrhunderts und ein zum Teil barock übermaltes Verkündigungsgemälde. In der Kirche ist ein Doppelgrabstein mit Akanthusrahmung für Hans Caspar von Schönermark († 1714) und seine Frau Elisabeth Gertraut († 1701) aufgestellt. Hans Caspar von Schönermark war Besitzer des Nachbarortes Mochlitz.